# Senckenberg Naturhistorische Sammlungen Dresden

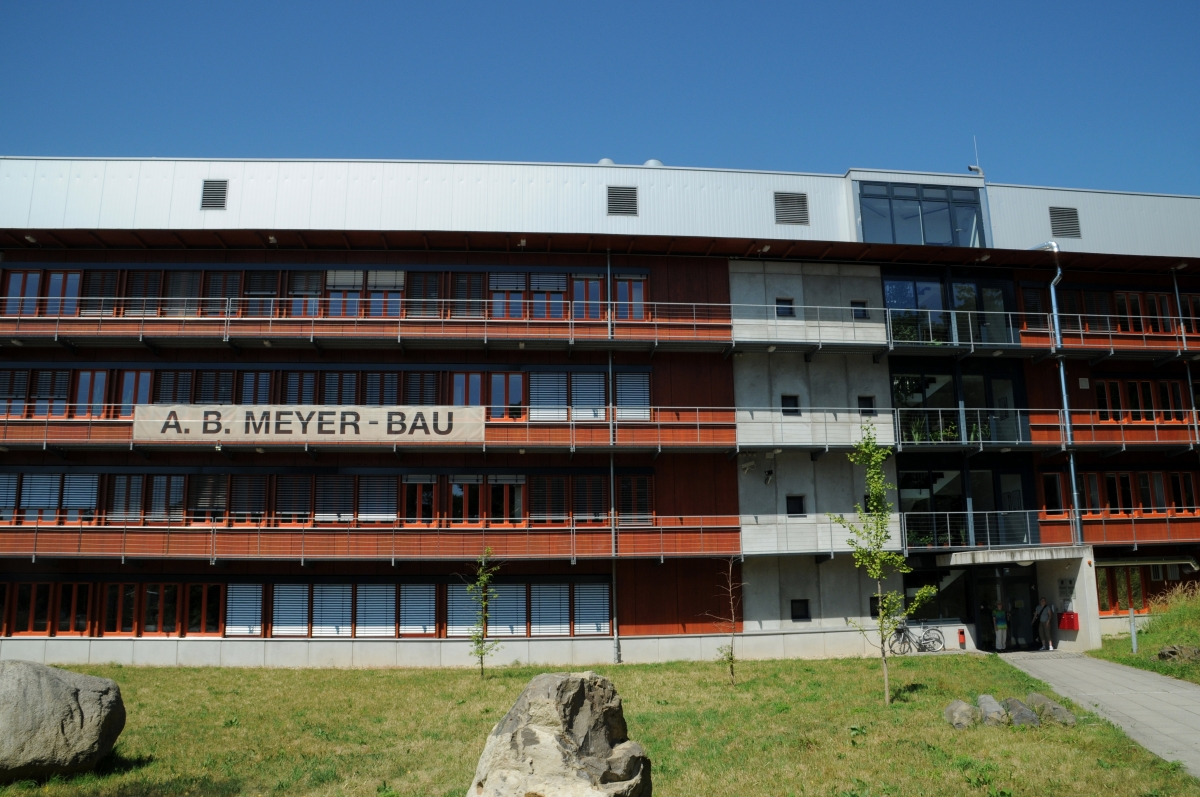
Gebäude der Naturhistorischen Sammlungen Dresden

Senckenberg Naturhistorische Sammlungen Dresden (kurz SNSD, bis 31. Dezember 2008 Staatliche Naturhistorische Sammlungen Dresden) ist der Name eines Museumsverbunds in Dresden. Die Naturhistorischen Sammlungen bestehen aus dem Museum für Tierkunde Dresden, dem Museum für Mineralogie und Geologie Dresden und der Naturhistorischen Zentralbibliothek. Ihnen stehen zurzeit keine dauerhaften Ausstellungsflächen von angemessener Größe zur Verfügung. Seit dem Jahr 2009 gehören sie zur Senckenberg Gesellschaft für Naturforschung, die als Mitglied der Leibniz-Gemeinschaft von Bund und Ländern gemeinsam finanziert wird.
Wiedergegründet im Jahre 2000, berufen sich die naturhistorischen Sammlungen auf eine lange Tradition, als deren Anfang der Beginn der räumlichen Eigenständigkeit 1728 gesehen wird. Zunächst noch als gemeinsames naturhistorisches Museum vereint, spalteten sie sich 1857 in ein mineralogisch-geologisches und ein zoologisch-botanisches Museum auf. Bereits 1874 bildete sich an ersterem Museum eine prähistorische Abteilung, die 1938 als Landesmuseum für Vorgeschichte Dresden (heute: Staatliches Museum für Archäologie Chemnitz) unabhängig wurde. Der Fachbereich Botanik des anderen Museums ging 1875 an die Sammlungen der TU Dresden über und hinzu kam eine anthropologisch-ethnografische Abteilung, die sich nach dem Zweiten Weltkrieg als Museum für Völkerkunde Dresden verselbstständigte. Neben den beiden heute wieder zu den Naturhistorischen Sammlungen gehörenden gingen demnach noch zwei andere sächsische Museen sowie Teile weiterer Sammlungen aus dem früher einheitlichen Naturhistorischen Museum hervor.

## Zahlen und Fakten

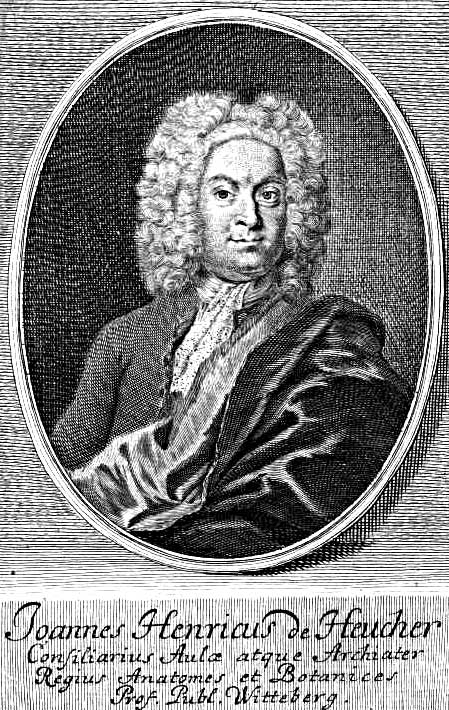
Johann Heinrich von Heucher, der erste Direktor der Sammlungen

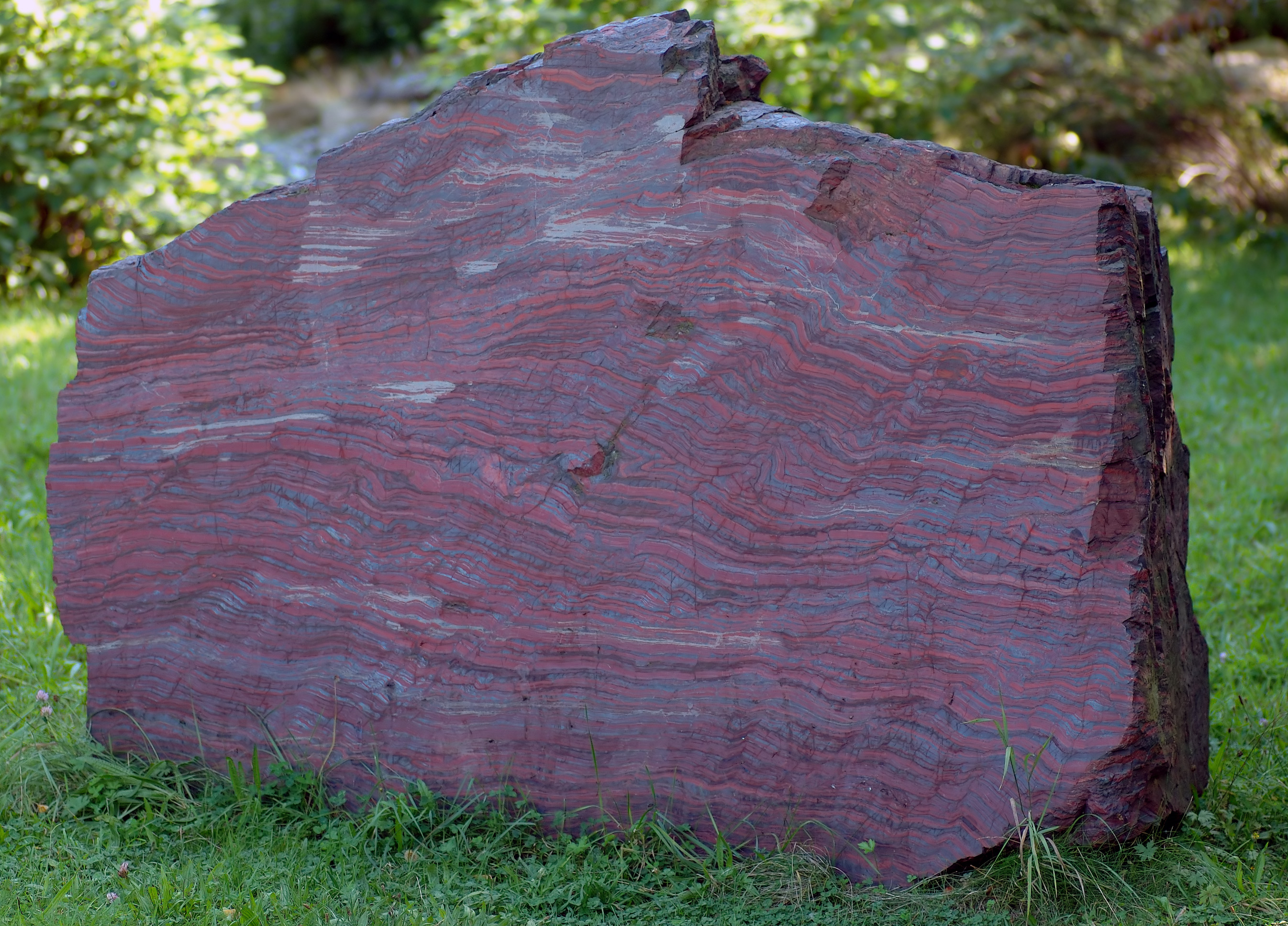
Dieser etwa 8,5 Tonnen schwere, drei Meter breite und 2,1 Milliarden Jahre alte Bändereisenerzblock aus Nordamerika gehört dem Museum für Mineralogie und Geologie und befindet sich im Botanischen Garten Dresden.

Mineralien im Eingangsbereich

Fossilien im Eingangsbereich

Gemeinsam verfügen die beiden Museen über mehr als 6,5 Millionen Sammlungsobjekte. Die Naturhistorischen Sammlungen gehören damit zu den fünf größten Naturkundemuseen Deutschlands. Die Zentralbibliothek umfasst mehr als 110.000 Monographien und Zeitschriftenreihen aus den Fachgebieten Zoologie, Geologie und Mineralogie und wird daher zu den wichtigsten Spezialbibliotheken ihrer Art im Bundesgebiet gezählt.
In den Naturhistorischen Sammlungen werden zurzeit (Stand: 2008) 46 fest angestellte Mitarbeiter beschäftigt, darunter 14 Wissenschaftler. Hinzu kommen etwa 30 bis 40 in den Sammlungen tätige Doktoranden, Auszubildende, ABM-Kräfte usw. Ein Schwerpunkt in der Tätigkeit der Einrichtung liegt in der Forschung.
Bis heute mangelt es an Ausstellungsflächen, da viele Museumsgebäude der Stadt 1945 den Luftangriffen auf Dresden zum Opfer fielen. Seit 1999 verfügen die Naturhistorischen Sammlungen über ein Verwaltungs- und Depotgebäude im nördlichen Dresdner Stadtteil Klotzsche.

## Geschichte

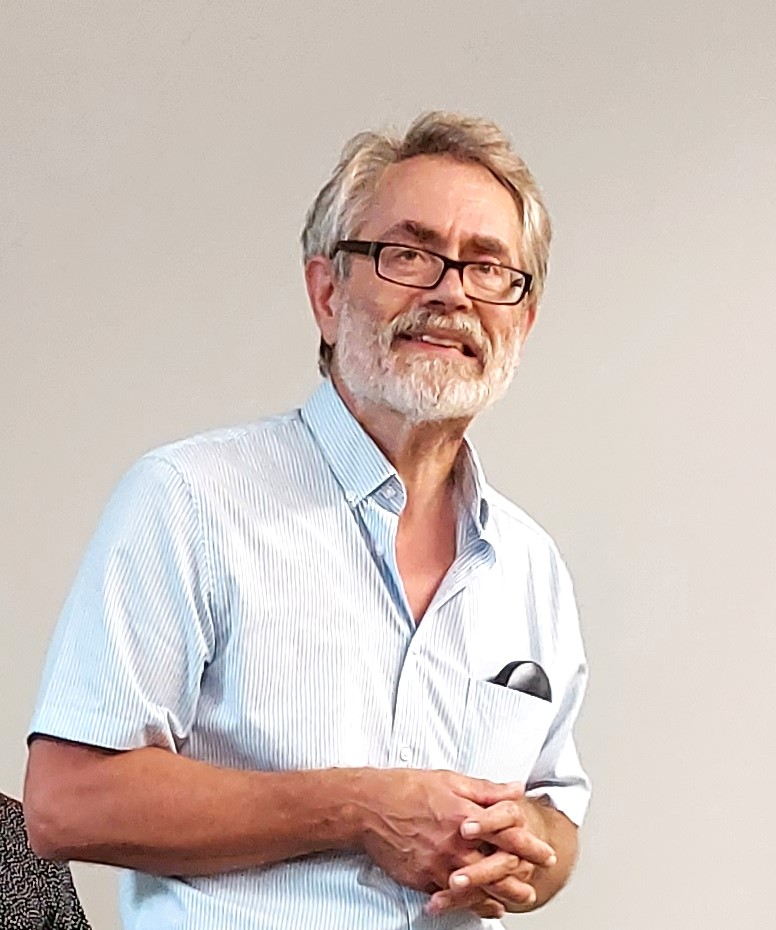
Prof. Uwe Fritz

Die Naturhistorischen Sammlungen gehen ebenso wie die Staatlichen Kunstsammlungen ursprünglich auf die kurfürstliche Kunstkammer zurück, in der bereits im 16. Jahrhundert im Residenzschloss Dresden Naturalia gesammelt wurden. Im Jahre 1728 zogen die Sammlungen in den Zwinger um und die Naturhistorischen Sammlungsobjekte wurden räumlich von der Kunst separiert. Dies gilt als eigentlicher Beginn der Eigenständigkeit. Der Museumsdirektor in dieser Zeit war Johann Heinrich von Heucher.
Das 19. Jahrhundert war geprägt durch den Direktor Heinrich Gottlieb Ludwig Reichenbach, der weiterhin großen Wert auf die Einigkeit aller naturhistorischer Sammlungen legte. Diese umfassten in seiner Zeit neben den mineralogischen und zoologischen auch botanische Exponate. Nachdem der Zwinger in den Wirren des Dresdner Maiaufstands von 1849 abbrannte, nutzte Reichenbach seine guten Kontakte zu König Friedrich August II., um eine zügige Wiedereinrichtung zu erreichen.
Im Jahre 1857 wurde das Museum schließlich mit vielen Neuerwerbungen wiedereröffnet. Allerdings verselbstständigten sich die geowissenschaftlichen Sammlungen unter Hanns Bruno Geinitz als Königliches Mineralogisch-Geologisches Museum.
Reichenbachs Nachfolge als Direktor des Königlichen Naturhistorischen Museums trat 1874 Adolf Bernhard Meyer an. Er begründete ein Jahr später die ethnologischen Sammlungen als neuen Bestandteil des Museums, das daraufhin in Königliches Zoologisches und Anthropologisch-Ethnographisches Museum umbenannt wurde. Die botanischen Objekte gingen hingegen ebenfalls 1875 an das Königliche Polytechnikum Dresden, wo sie heute als Teil des Herbarium Dresdense zu Sammlungen und Kunstbesitz der TU Dresden gehören. Die botanische Fachbibliothek floss in die Königliche Bibliothek ein. Spätestens dadurch endete die über mehrere Jahrhunderte gewachsene Einheit der Naturhistorischen Sammlungen, die durch voneinander unabhängige Spezialinstitute ersetzt wurden.
In der Mitte der 1930er Jahre litten die einzelnen Museen im Zwinger unter enormer Platznot und mussten teilweise verlagert werden. Während die ethnologische Abteilung des mittlerweile sogenannten Staatlichen Museums für Tier- und Völkerkunde in der Orangerie in Der Herzogin Garten gegenüber dem Zwinger eine neue Bleibe fand, zog die zoologische Abteilung in das benachbarte Haus der Loge Zu den drei Schwertern und Asträa zur grünenden Raute an der Ostra-Allee in der Wilsdruffer Vorstadt. Das Museum für Mineralogie und Geologie verblieb dagegen im Zwinger, allerdings ging aus ihm 1938 durch Abspaltung das Landesmuseum für Vorgeschichte Dresden hervor. Durch die Luftangriffe auf Dresden wurden alle drei Ausstellungsgebäude und mit ihnen viele Exponate unwiederbringlich zerstört, sofern diese zuvor nicht woanders eingelagert worden waren.
Nach dem Zweiten Weltkrieg standen auch die verschiedenen naturhistorischen Sammlungen vor einem Neubeginn. Die 1875 von Meyer gegründete ethnologische Abteilung wurde abgetrennt und als Museum für Völkerkunde Dresden selbstständig. Die Museen für Tierkunde und für Mineralogie und Geologie wurden bis 1999 im Ständehaus an der Brühlschen Terrasse untergebracht. Erst dann bezogen sie – zusammen mit den ursprünglich ebenfalls auf die Naturhistorischen Sammlungen zurückgehenden Museen für Vorgeschichte und Völkerkunde – ihr neues Depot- und Verwaltungsgebäude in Klotzsche, den Adolf-Bernhard-Meyer-Bau.
Die Naturhistorischen Sammlungen gehörten nach dem Ende der DDR zu den staatlichen Museen in Dresden und waren dem Sächsischen Ministerium für Wissenschaft und Kunst unterstellt. Am 5. Juni 2000 wurde ein Statut unterzeichnet, das das Museum für Tierkunde Dresden nach 143 Jahren der Trennung mit Wirkung vom 1. Juli 2000 wieder mit dem Museum für Mineralogie und Geologie Dresden in dem Museumsverband der Staatlichen Naturhistorischen Sammlungen Dresden vereint. Zwar bleiben beide auf den Gebieten der Forschung und Sammlungen selbstständig, doch erhielten sie eine einheitliche Verwaltung und ihre Bibliotheken fusionierten zur Naturhistorischen Zentralbibliothek Dresden.
Ein Jahr später fanden die Staatlichen Naturhistorischen Sammlungen Aufnahme in das Blaubuch, eine Liste national bedeutsamer Kultureinrichtungen in Ostdeutschland, die Liste der kulturellen Leuchttürme.
Zum 1. Januar 2009 gingen die Staatlichen Naturhistorischen Sammlungen in die Trägerschaft der Senckenberg Gesellschaft für Naturforschung in Frankfurt am Main über und wurden infolgedessen in „Senckenberg Naturhistorische Sammlungen Dresden“ umbenannt. Dies ermöglichte durch die Mitgliedschaft der Senckenberg-Gesellschaft in der Leibniz-Gemeinschaft eine gemeinsame Förderung durch Bund und Länder.
Geschäftsführender Direktor der Dresdner Sammlungen ist Professor Uwe Fritz, der ebenso die Fachabteilung des Museums für Tierkunde leitet.